# Зотикианткари
Зотикианткари (груз. ზოტიკიანთკარი) — село в Грузии, в муниципалитете Душети края Мцхета-Мтианети. 

## География
Село расположено в северной части края, в 23 километрах по прямой к северу от центра муниципалитета Душети. Высота центра — 940 метров над уровнем моря.

## Население
По данным переписи населения 2014 года, в селе проживало 62 человека.
| Год  | Население |
| ---- | --------- |
| 2002 | 80        |
| 2014 | 62        |